# Cixius dilata
Cixius dilata är en insektsart som beskrevs av Tsaur 1857. Cixius dilata ingår i släktet Cixius och familjen kilstritar. Inga underarter finns listade i Catalogue of Life.